# 福永智樹
福永智樹（ふくなが ともき、1985年6月5日）は、日本の男性シンガーソングライター、ボイスプロデューサー。
福岡県出身。福岡県立香椎高等学校卒業。身長172cm。

## ディスコグラフィー

### 自主制作曲
- 君を唄う
- ありふれたもの
- I only sing for you
- 大丈夫
- Song for R
- 透明な想い